# Powiat wałbrzyski

powiat wałbrzyski ziemski – ukształtowanie powierzchni, wraz z warstwicami

Powiat wałbrzyski – powiat w południowo-zachodniej Polsce, w województwie dolnośląskim, utworzony w 1999 r. w ramach reformy administracyjnej. Jego siedzibą jest miasto Wałbrzych.

## Położenie
Graniczy z powiatami:
- od północnego wschodu ze świdnickim
- od wschodu z dzierżoniowskim
- od północnego zachodu z jaworskim
- od zachodu z kamiennogórskim
- od południowego wschodu z kłodzkim
- od południa z Czechami.

## Starostowie
- Leszek Orpel (1998–2002)[4]
- Stanisław Michalik (2002)[5]
- Longin Rosiak (2003)[6]
- Marek Śpiewak (2003–2004)[7]
- Bogusław Dyszkiewicz (2003 – p.o., 2004–2006)[8]
- Augustyn Skrętkowicz (2006–2010)[6]
- Robert Ławski (2010–2012)[9]
- Józef Piksa (2013 – p.o., 2013–2014)[10]
- Jacek Cichura (2014–2018)[11]
- Krzysztof Kwiatkowski (2018–2024)[12]
- Leonard Górski (od 2024)

## Rada Powiatu
| Ugrupowanie                      | Kadencja 2002–2006 | Kadencja 2006–2010 | Kadencja 2010–2014 | Kadencja 2014–2018 | Kadencja 2018–2023 |
| -------------------------------- | ------------------ | ------------------ | ------------------ | ------------------ | ------------------ |
| Sojusz Lewicy Demokratycznej     | 7 (SLD-UP)         | 7 (LiD)            | 8                  | –                  | –                  |
| Polskie Stronnictwo Ludowe       | 2                  | –                  | –                  | 4                  | –                  |
| Nasz Powiat                      | 10                 | –                  | –                  | –                  | –                  |
| Prawo i Sprawiedliwość           | –                  | 7                  | 3                  | 3                  | 3                  |
| Platforma Obywatelska            | –                  | 7                  | 11                 | 8                  | –                  |
| Obywatelskie Forum Samorządowe   | –                  | 1                  | –                  | –                  | –                  |
| KWW Alicji Rosiak                | –                  | 7                  | –                  | –                  | –                  |
| Wałbrzyska Wspólnota Samorządowa | –                  | –                  | 7                  | –                  | –                  |
| Nasz Powiat                      | –                  | –                  | –                  | 2                  | –                  |
| KWW z Poparciem Romana Szełemeja | –                  | –                  | –                  | –                  | 8                  |
| KWW Ziemi Wałbrzyskiej           | –                  | –                  | –                  | –                  | 6                  |

## Historia
Powiat utworzono 1 stycznia 1999. 1 stycznia 2003 do powiatu wałbrzyskiego włączono Wałbrzych, będący do tej pory miastem na prawach powiatu. Wałbrzych ponownie został wyłączony z powiatu wałbrzyskiego i stał się miastem na prawach powiatu 1 stycznia 2013.

## Podział administracyjny
W skład powiatu wchodzą:
- gminy miejskie: Boguszów-Gorce, Jedlina-Zdrój, Szczawno-Zdrój
- gminy miejsko-wiejskie: Głuszyca, Mieroszów
- gminy wiejskie: Czarny Bór, Stare Bogaczowice, Walim
- miasta: Boguszów-Gorce, Głuszyca, Jedlina-Zdrój, Mieroszów, Szczawno-Zdrój

Przed 1 stycznia 1999 wszystkie gminy powiatu należały do województwa wałbrzyskiego. Ponadto miasto Wałbrzych wchodziło w skład powiatu wałbrzyskiego od 1 stycznia 2003 do 31 grudnia 2012.
| Gmina                   | Typ             | Powierzchnia (km²) | Ludność (2006) | Siedziba          |
| Boguszów-Gorce          | miejska         | 27,0               | 16 687         |                   |
| Gmina Czarny Bór        | wiejska         | 66,3               | 4828           | Czarny Bór        |
| Gmina Głuszyca          | miejsko-wiejska | 61,9               | 9318           | Głuszyca          |
| Jedlina-Zdrój           | miejska         | 17,5               | 5116           |                   |
| Gmina Mieroszów         | miejsko-wiejska | 76,2               | 7560           | Mieroszów         |
| Gmina Stare Bogaczowice | wiejska         | 86,9               | 4108           | Stare Bogaczowice |
| Szczawno-Zdrój          | miejska         | 14,7               | 5506           |                   |
| Gmina Walim             | wiejska         | 78,8               | 5698           | Walim             |

## Demografia
Liczba ludności (dane z 30 czerwca 2005):
|        | Ogółem  | Ogółem | Kobiety | Kobiety | Mężczyźni | Mężczyźni |
| osób   | %       | osób   | %       | osób    | %         |           |
| ------ | ------- | ------ | ------- | ------- | --------- | --------- |
| Ogółem | 186 104 | 100    | 97 840  | 52,57   | 88 264    | 47,43     |
| Miasto | 166 154 | 89,28  | 87 648  | 47,10   | 78 506    | 42,18     |
| Wieś   | 19 950  | 10,72  | 10 192  | 5,48    | 9758      | 5,24      |

▶Wieś vs ▶miasto
Ogółem (▶k, ▶m)
Miasto (▶k, ▶m)
Wieś (▶k, ▶m)

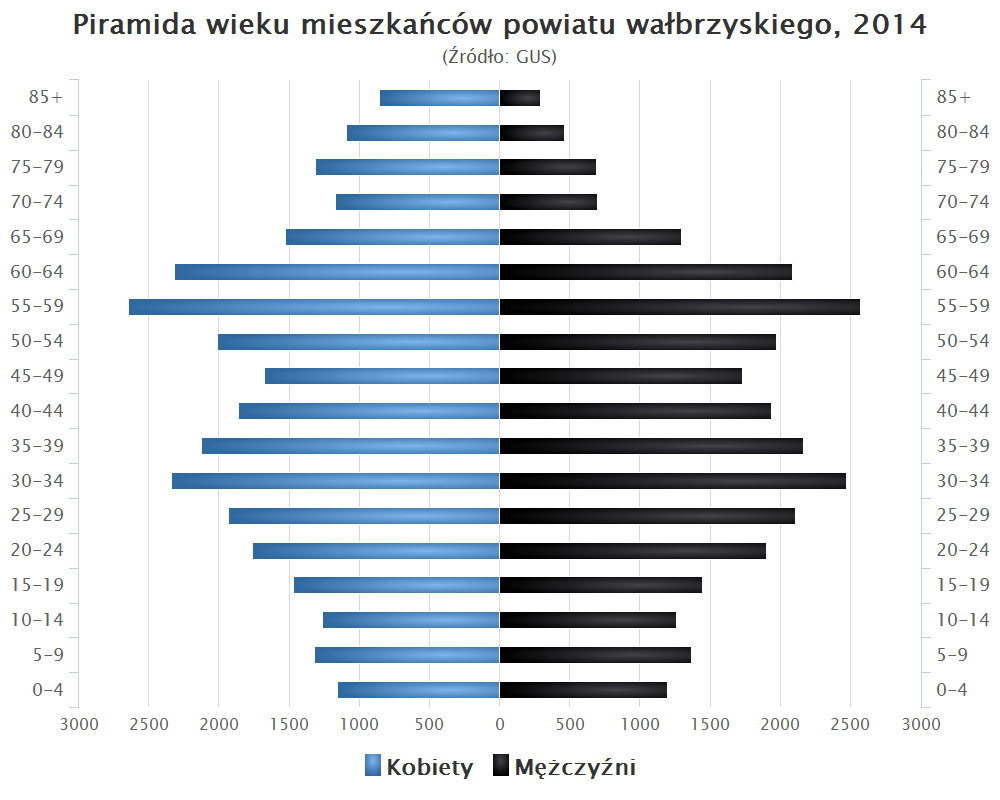
Piramida wieku mieszkańców powiatu wałbrzyskiego w 2014 roku

Według danych z 31 grudnia 2019 roku powiat zamieszkiwało 55 611 osób. Natomiast według danych z 30 czerwca 2020 roku powiat zamieszkiwało 55 414 osób.

## Zabytki i atrakcje turystyczne

### Boguszów-Gorce
Zabytki wpisane do Rejestru Zabytków:
- kościół parafialny pw. Świętej Trójcy, pl. Jana Pawła II 1
- kościół polskokatolicki pw. św. Pawła Apostoła (parafialny), ul. Adama Mickiewicza 2
- kościół ewangelicki ul. Kasprzaka 13
- dom kantora kościół ewangelicki, ul. K. Marksa 2
- dom Diakonistek, ul. Kasprzaka 7
- ratusz, Pl. Odrodzenia 1
- dom cechu gwarków, ul. Główna 31
- dom mieszkalny, ul. Główna 9
- dom mieszkalny, ul. Główna 37
- zabudowa powierzchni szybu Witold (3 obiekty – nadszybie, maszynownia, hala kompresorów (Gorce))
- wieża nadszybowa szybu Józef, Kuźnice
- kaplica na cmentarzu komunalnym, ul. 1 Maja
- klasztor Sióstr Elżbietanek, ul. Wł. Jagiełły 4
- stajnie z częścią mieszkalną, ul. Kolejowa 33
- Siedziba Bractwa Strzeleckiego, ob. bud. produkcyjny ZPO Rafio, ul. 1 Maja 55
- hotel z salą koncertową, ob. bud. biurowo-prod. ZPO Rafio, ul. Kolejowa 13
- dworzec PKP, ul. Dworcowa 6
- kościół poewangelicki, ob. polskokatolicki (filialny), ul. Kościuszki (Gorce)
- dworzec PKP (Gorce)
- budynek łaźni szybu Witold (Gorce)
- hala kompresorów szybu Witold (Gorce)
- hala maszyny wyciągowej szybu Witold (Gorce)
- kościół paraf. pw. Niepokalanego Pocz. NMP (Kuźnice)
- plebania, ul. Żeromskiego 23 (Kuźnice)
- kaplica mszalna pw. NSPJ i dom mieszkalny, ul. Górnicza 31 (Kuźnice)
- willa Treutla, ob. Nadleśnictwo Wałbrzych, ul. Miła 2 (Kuźnice)
- kościół pomocniczy pw. Św. Barbary (Stary Lesieniec),

### Gmina Czarny Bór
Zabytki wpisane do Rejestru Zabytków:
- zamek-ruina
- pałac, ob.szpital
- oficyna 1 w zespole pałacowym
- oficyna 2 w zespole pałacowym
- spichlerz ul. Parkowa 6
- park
- kościół fil. pw. św. Jadwigi
- zamek Wojaczów – ruina
- kościół fil. pw. M.B. Częstochowskiej
- dwór, nr 67
- park dworski
- kościół paraf. pw. Zwiastowania NMP

### Głuszyca
Zabytki wpisane do Rejestru Zabytków:
- kościół paraf. pw. Królowej Korony Pol
- kościół pomoc. pw. Wniebowzięcia NMP
- pałac, ul. Grunwaldzka 41
- gospoda „Pod Jeleniem”, ul. Grunwaldzka 44
- willa, ul. Grunwaldzka 21
- kościół fil. pw. Narodzenia NMP
- zamek Rogowiec-ruina
- dom mieszkalny, ul. Spółdzielców 2 (d. nr 66)
- dom mieszkalny (ryglowy), ul. Turystyczna 13
- kościół fil. pw. MB Śnieżnej
- dom mieszkalny, ul. Świerkowa 10

Inne zabytki:
- plebania, ul. Kłodzka 56
- willa, ul. Grunwaldzka 15
- willa, ul. Grunwaldzka 36
- willa, ul. Parkowa 7
- willa fabrykanta, ul. Parkowa 9
- willa fabrykancka, ul. Włókniarzy
- dworzec PKP
- wiata peronowa w zespole dworca
- wiadukt kolejowy, przed dworcem kolejowym
- most kolejowy, ul. Kłodzka
- bud. Browaru, ul. Kłodzka 17
- bud. warowni w zespole browaru, ul. Kłodzka 17
- dwór, ul. Wiejska 29
- remiza strażacka, ul. Świerkowa 41

### Jedlina-Zdrój
Zabytki wpisane do Rejestru:
- pałac, 2 oficyny, park, ul. Zamkowa
- pałac ul. Noworudzka 15
- poczta, ul. Warszawska 6
- Dom Zdrojowy, pl. Zdrojowy 1
- zespół zieleni uzdrowiskowej
- dom mieszkalny, ul. Chojnowska 12
- willa ul. Cmentarna 1
- dom mieszkalny, ul. Jasna 4
- dom mieszkalny, ul. Jasna 8
- willa ul. Piastowska 7
- dom mieszkalny, ul. Piękna 7
- dom mieszkalny, ul. Wałbrzyska 1
- dom mieszkalny, ul. Warszawska 2
- dom mieszkalny, pl. Zdrojowy 8
- dworzec kolejowy ul. Dworcowa (Jedlinka Dolna)
- dworzec kolejowy (Kamieńsk)

### Gmina Mieroszów
- kościół paraf. pw. św. Michała Archanioła
- plebania, ul. Kościelna 10
- d.szkoła katolicka, ob. dom katechetyczny, ul. Kościelna 9
- d.szkoła ewangelicka, ob. dom mieszkalny, ul. Kościelna 6
- Dom Pastora, ob. dom mieszkalny, ul. Kościelna 8
- dwór Bractwa Strzeleckiego, ob. dom mieszkalny, ul. Strzelców 1
- dom handlowy Firmy Schmidts Wittwe & Sochne, ob. ratusz, pl. Niepodległości 1
- d. sąd. ob. szkoła, ul. Żeromskiego 30
- poczta, ul. Kopernika 9
- dom mieszkalny, pl. Niepodległości 3/4
- dom mieszkalny, pl. Niepodległości 5
- fasada domu, pl. Niepodległości 6
- dom mieszkalny, pl. Niepodległości 7
- dom mieszkalny, pl. Niepodległości 17
- dom mieszkalny, pl. Niepodległości 27
- d. tkalnia Helda, bud. adm., ob. żłobek, ul. Wolności 27
- kuźnia z wyposażeniem nr 28
- kościół fil. pw. św. Jadwigi
- cerkiew prawosławna pw. św. Michała Archanioła (parafialna), Sokołowsko
- Sanatorium „Grunwald”, ul. Słoneczna 4
- założenie parkowe
- kościół fil. pw. Wniebowzięcia NMP
- kościół poewangelicki
- karczma ob. dom mieszkalny nr 110
- stodoła nr 16

### Gmina Stare Bogaczowice
- zamek Cisy – ruina
- kościół par. pw. św. Rodziny
- wiatrak holenderski
- kościół fil. pw. M.B. Częstochowskiej
- kościół fil. pw. M.B
- kaplica św. Anny
- kościół powangelicki
- klasztor pocysterski
- kościół par. pw. Józefa Obl.
- cmentarz p.kościele par.
- dzwonnica cmentarna
- pałac
- kościół fil. pw. MB Bolesnej
- park

### Szczawno-Zdrój
- zespół zabudowań zdrojowych:

1. Pawilon handlowy,
2. Teatr
3. Klub Kuracjusza,
4. Pijalnia.
5. Hala spacerowa,
6. Muszla koncertowa,
7. Altana nad źródłem

- zespół szybu Tytus
- wieża widokowa wzgórza Giedymina
- Park Zdrojowy im. H. Wieniawskiego
- Park Szwedzki
- pawilon usługowo-handlowy – ul. Kościuszki 50
- willa – ul. Kolejowa 8

### Gmina Walim
- kościół par. pw. Jakuba Apostoła
- kościół fil. pw. MB Bolesnej
- dzwonnica cmentarna
- kościół fil. pw. św. Anny
- kościół fil. pw. św. Rodziny
- kościół fil. pw. św. Joachima i Anny
- kościół poewangelicki obecnie filia Maksymiliana Kolbe (Rzeczka)
- kościół par. pw. Serca Jezusa
- kościół pw. św. Barbary
- kaplica Seylerów (przy kościele)
- kaplica Klingerba ul. 3 Maja
- kościół fil. pw. Maksymiliana Kolbe
- zamek Grodno
- kościół fil. pw. św. Krzyża
- dwór ul. Główna 13
- dworzec kolejowy
- zapora wodna na jez. Bystrzyckim
- park przy sanatorium „Poranek”

## Wydarzenia kulturalne i sportowe
- Majówka

## Transport publiczny

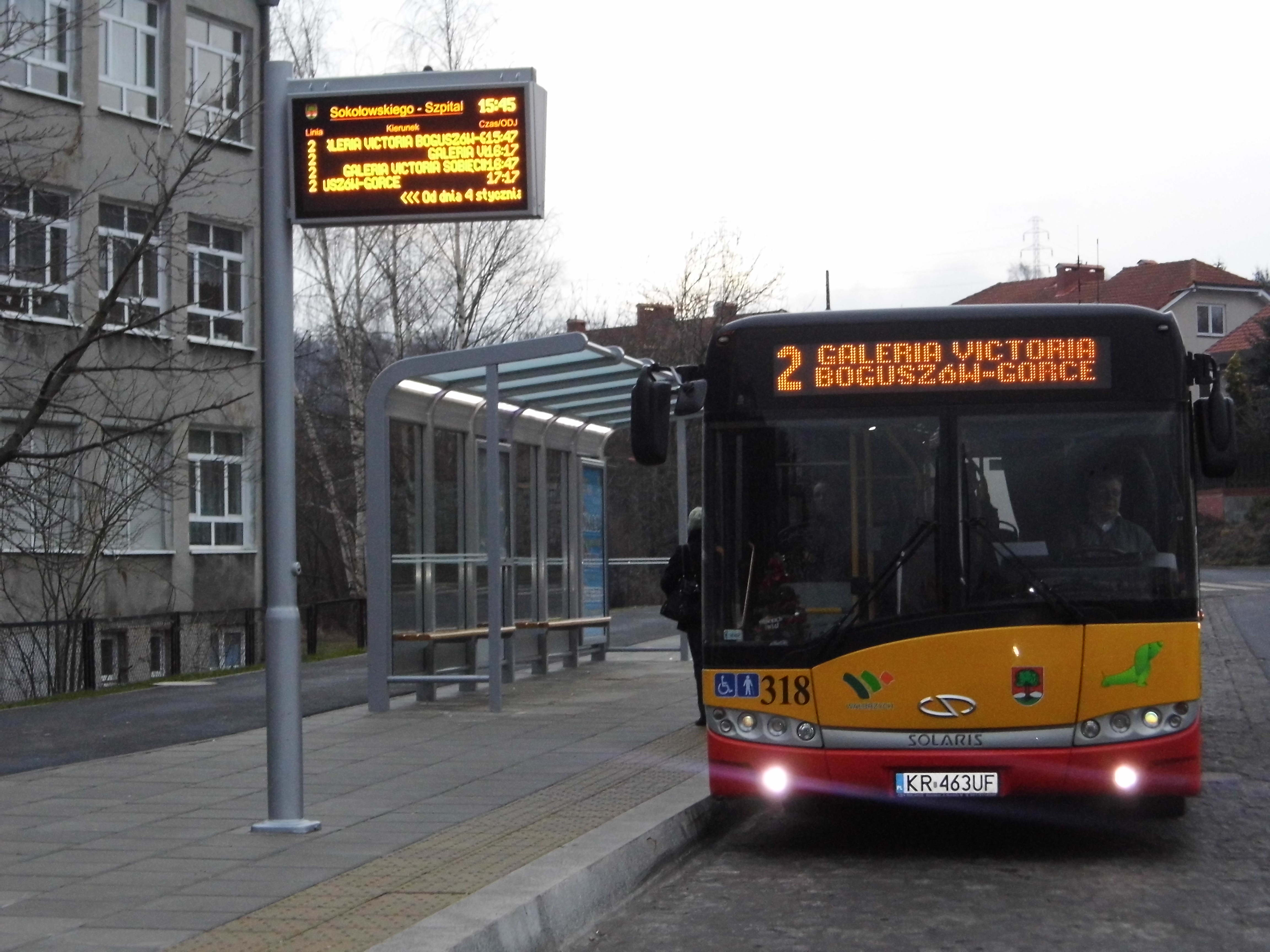
Autobus publicznej komunikacji miejskiej z Wałbrzycha do Boguszowa-Gorc.

Przez obszar powiatu wałbrzyskiego przebiegają czynne w ruchu towarowym i pasażerskim państwowe linie kolejowe, zarządzane przez PKP Polskie Linie Kolejowe:
- nr 274 Wrocław Świebodzki – Zgorzelec (stacja kolejowa),
- nr 286 Kłodzko Główne – Wałbrzych Główny,
- nr 291 Boguszów-Gorce Wschód – Mieroszów (w ruchu pasażerskim czynna sezonowo).

Według stanu na rok 2017, przez Wałbrzych kursują wszystkie rodzaje pociągów kwalifikowanych spółki PKP Intercity: TLK, IC, EIC oraz EIP. Pociągi osobowe uruchamiają Koleje Dolnośląskie (wszystkie na linii nr 286 i większość na linii nr 274) oraz Przewozy Regionalne.
Liniami nr 274, 286 i 291 kursują pociągi towarowe z kruszywem wydobywanym w Górach Sowich i Górach Kamiennych.
Do gmin położonych wokół Wałbrzycha dociera komunikacja miejska, organizowana w imieniu gmin przez Zarząd Dróg, Komunikacji i Utrzymania Miasta w Wałbrzychu.